# Stadio Francesco Gabrielli
Lo stadio Francesco Gabrielli è un impianto sportivo di Rovigo, che ha ospitato le partite casalinghe del Rovigo Calcio e del Delta Rovigo dal 2014 al 2017.
Caratterizzato dalla presenza dell'antica tribuna in mattoni, parte dell'originale edificio adibito a ippodromo, è situato in via Tre Martiri 28, da cui il vecchio nome di stadio Tre Martiri; in passato, prima della costruzione dello stadio Mario Battaglini, l'impianto ospitò anche gli incontri del Rugby Rovigo.

## Storia
Il terreno di gioco sorse nel 1894, al centro dell'ovale della pista del preesistente ippodromo dove oggi sorge l'impianto. Il 13 aprile 1913 l'impianto fu inaugurato con un'amichevole tra Rovigo e Venezia, finita 1-7.
Dopo un periodo di abbandono, lo stadio fu ristrutturato e riaperto il 30 ottobre 1927 per G.S.F. Rovigo-Padova B 1-6. Nel 1968 sono iniziati i lavori di ristrutturazione della preesistente storica tribuna successivamente coperta nel 1987. Nel 1994 è stato intitolato alla memoria di Francesco Gabrielli (promosse nell'ambito atletico rodigino il gioco del calcio secondo le regole britanniche) e successivamente è stato creato un secondo campo di allenamento attiguo al primo.
Dopo l'abbandono dello stadio da parte del Delta Rovigo, la squadra del quartiere Commenda di Rovigo, ha cambiato il proprio nome da A.S.D. Ras Commenda in A.S.D. Rovigo, trasferendo la propria sede al Gabrielli. Successivamente viene creata una nuova società, l'A.S.D. Città di Rovigo, che collaborerà con l'A.S.D. Rovigo sempre al Gabrielli.

## Caratteristiche
Conta 3 500 posti a sedere e un campo ampio 105 x 65 m.